# Megarrhiza macrocarpa
Megarrhiza macrocarpa là một loài thực vật có hoa trong họ Cucurbitaceae. Loài này được (Greene) Tidestr. mô tả khoa học đầu tiên năm 1935.